# أندرياس أندرسون
أندرياس أندرسون (بالسويدية: Andreas Andersson) مواليد 10 أبريل 1974 في السويد، هو لاعب كرة قدم سويدي. يلعب كمهاجم. سبق له أن لعب في كأس العالم لكرة القدم مع منتخب بلاده.

## المسيرة الاحترافية

### أندية لعب لها
- نادي غوتبورغ
- إيه سي ميلان
- نيوكاسل يونايتد
- أيك سولنا

## روابط خارجية
- أندرياس أندرسون على موقع اتحاد السويد (السويدية)
- أندرياس أندرسون على موقع قاعدة بيانات كرة القدم.إي يو (الإنجليزية)
- أندرياس أندرسون على موقع ناشيونال فوتبول تيمز (الإنجليزية)
- أندرياس أندرسون على موقع Soccerbase.com (لاعب) (الإنجليزية)
- أندرياس أندرسون على موقع عالم كرة القدم.نت (الإنجليزية)